# ウェスレーの四辺形
ウェスレーの四辺形（ウェスレーのしへんけい、Wesleyan Quadrilateral）とは、イングランド国教会の司祭であったジョン・ウェスレーの神学的方法論である。この用語は、20世紀のアメリカのメソジストであるアルバート・C・アウトラーによって作られた。
ウェスレー研究を通じて、アウトラーは、ウェスレーはイングランド国教会が示した「聖書」「伝統」「理性」に「経験」を加えた4つを神学的な判断基準としていたと理論化した。ただし、ウェスレーはこれら4つを同列に並べたのではなく、神の言葉である「聖書」こそが至高の基準、唯一の権威であり、他の「伝統」「理性」「経験」は、聖書の教えを支持するためのしもべとしての役割を果たしていると考えていた。それゆえ、「ウェスレーの四辺形」という表現より、「聖書」を頂点に他の3つの支点を持つ三角錐のイメージとして捉え「ウェスレーの三角錐」としたほうがより妥当であるとする意見もある。
1. 聖書 (Scripture)
  - ジョン・ウェスレーは、馬上でも本を手放さなかったと言われる読書家だった。しかし、ウェスレーは「一書の人」として、聖書に生き、聖書を解き明かした。「聖書」は神のことばであって、信仰と実践の唯一の規範だったからである。ウェスレーの説教は、聖書からの引用に満ちていることで知られている。
2. 伝統 (Tradition)
  - ウェスレーは、イングランド国教会伝統に縛られることなく、信徒伝道者の起用、祈祷書を使わない即時の祈り、野外説教などを始めたが、伝統に凝縮された先人の知恵も重要視している。これは、彼の聖書註解を見ると、その内容の多くにヨハン・アルブレヒト・ベンゲルのグノーモン新約聖書註解を利用していることからも、そのことは明らかである
3. 理性 (Reason)
  - ウェスレーにとって「信仰」と「理性」は決して対立するものではなかった。ウェスレーにとっては、理性的でないキリスト教信仰は考えられなかった。しかしながら、ウェスレーが意味する「理性」とは、自立した神なき啓蒙主義の理性ではなく、神によって与えられた賜物としての理性であった。それゆえ、理性は、聖書、すなわち神のことばを理解するために用いられるべきであって、それは主人としてではなく、しもべとして機能しなければならないと主張した。
4. 経験 (Experience)
  - 経験はイングランド国教会にはなかったウェスレーによって採用された新しい基準である。ウェスレーは、経験を重要視する点において、経験こそは真理を認識する根拠であるとするイギリス経験主義の感化を受けていると言われている。ウェスレーは教理を逐一経験と照合して、その真理性を確認する必要を主張した。『キリスト者の完全』の教えを強く宣べ伝えたのも、それを経験したメソジストの多くの信仰者がいたからこそであると言える。